# 율리우스 폰 작스

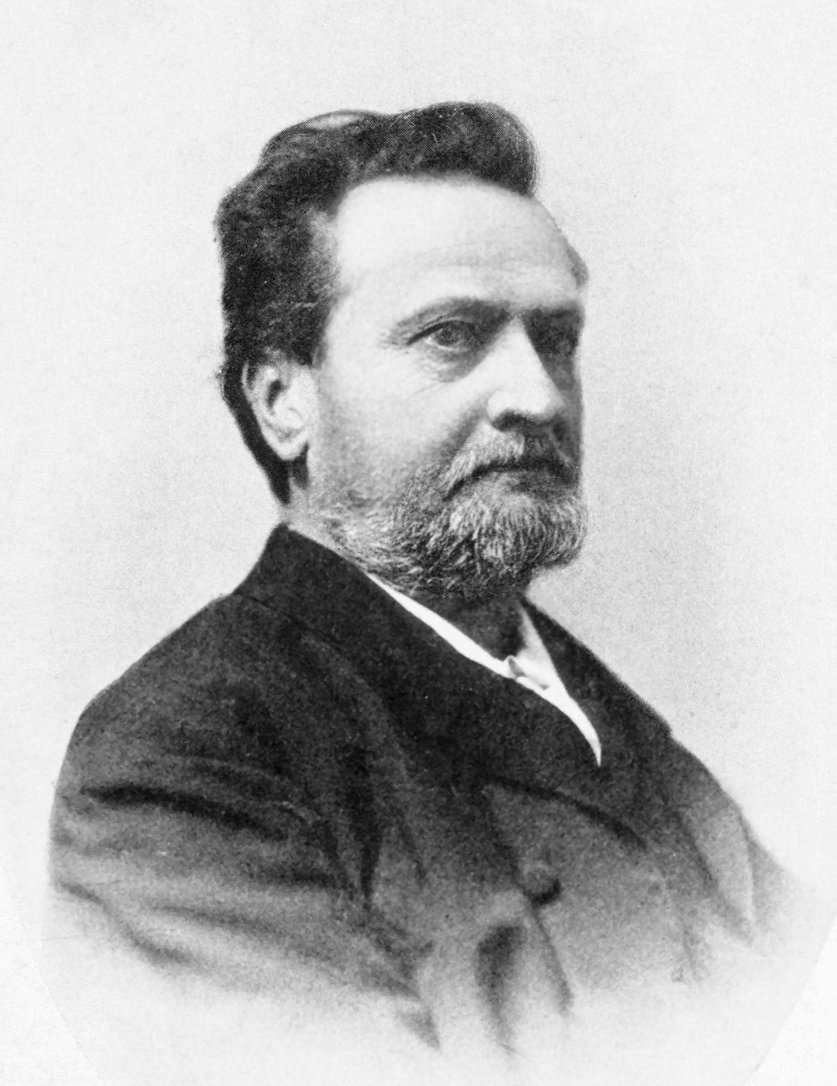

율리우스 폰 작스(Julius von Sachs, 1832년 10월 2일 ~ 1897년 5월 29일)는 독일의 식물학자이다. 브로츠와프에서 출생하였으며, 프라하 대학에서 공부하였다. 1867년 프라이부르크 대학의 식물학 교수가 되어 식물 생리학을 연구하였다. 수중 배양법을 고안하였으며, 엽록체 중의 동화 전분의 검출·생장 속도계의 고안 등 식물학계에 끼친 공적이 크다. 저서로 《식물 생리학》,《식물학》등이 있다.